# Ozarba cinda
Ozarba cinda är en fjärilsart som beskrevs av William Schaus 1940. Ozarba cinda ingår i släktet Ozarba och familjen nattflyn. Inga underarter finns listade i Catalogue of Life.